# District de Yaurisque
Le district de Yaurisque est l’un des dix-huit districts de la province de Paruro située dans le département de Cusco au Pérou.